# Quellón

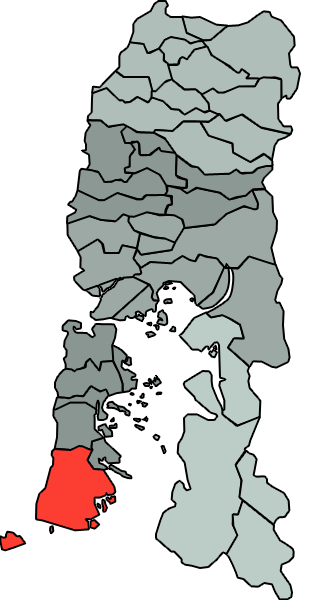
Commune de Quellón

Quellón est une ville portuaire et une commune du Chili située au sud-ouest de l'île de Chiloé, dans la région des Lacs, au Chili.

## Géographie

### Terminus de la route panaméricaine

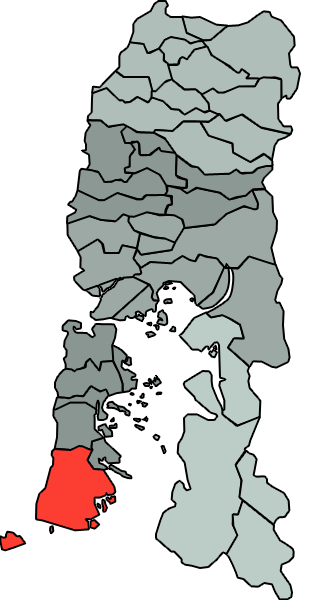
Position de Quellón (en rouge) au sein de la Région des Lacs.

La route panaméricaine se termine à la station balnéaire de Punta de Lapa située à quelques kilomètres de Quellón.
Une plaque marque le terminus sud de la route panaméricaine, un réseau de routes couvrant 47 958 km et traversant 19 pays d'Amérique. Sa limite nord est en Anchorage en Alaska et sa limite sud est Quellón. Toutefois le parc national Tierra del Fuego en Argentine est également considéré comme une autre limite sud de la Panaméricaine. Le point marque aussi le point de terminaison sud de la Pacific Coastal Highway, partant de Lund (Colombie-Britannique) (en) sur une longueur qui s'étend sur 15 202 km. Les extrémités sud du Chili continental ne sont accessibles par la route qu'à partir de l'Argentine voisine en raison de l'escarpement des montagnes des Andes, des fjords et du champ de glace Sud de Patagonie.

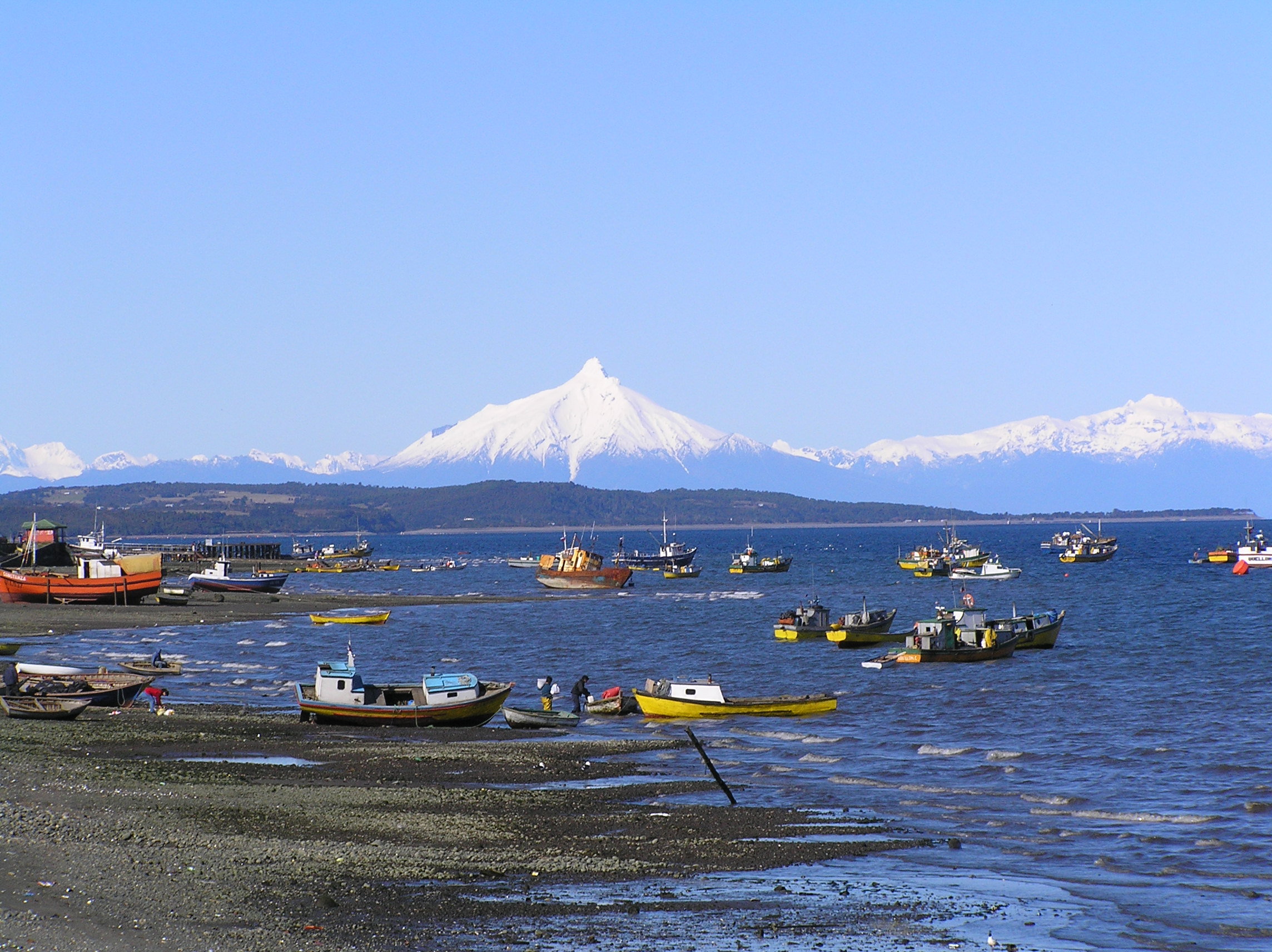
Le volcan Corcovado vu depuis la côte de Quellon
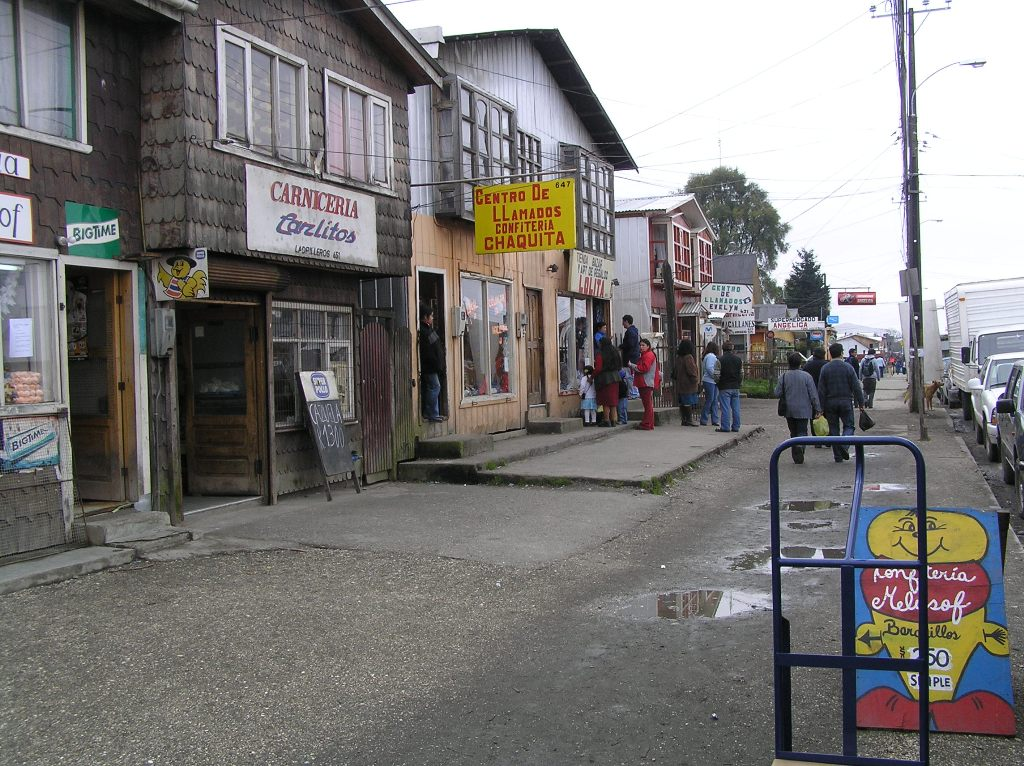
Centre de l'agglomération de Quellon
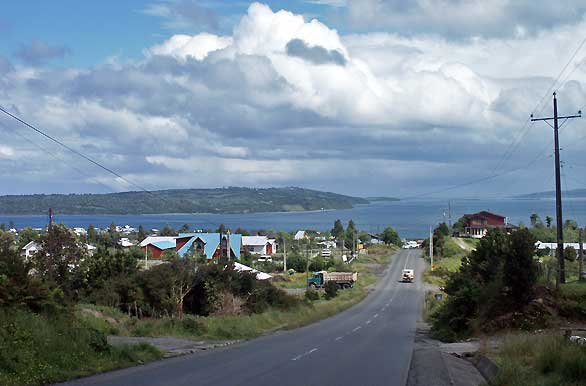
Entrée nord de Quellon